# Partisanen vom Amur

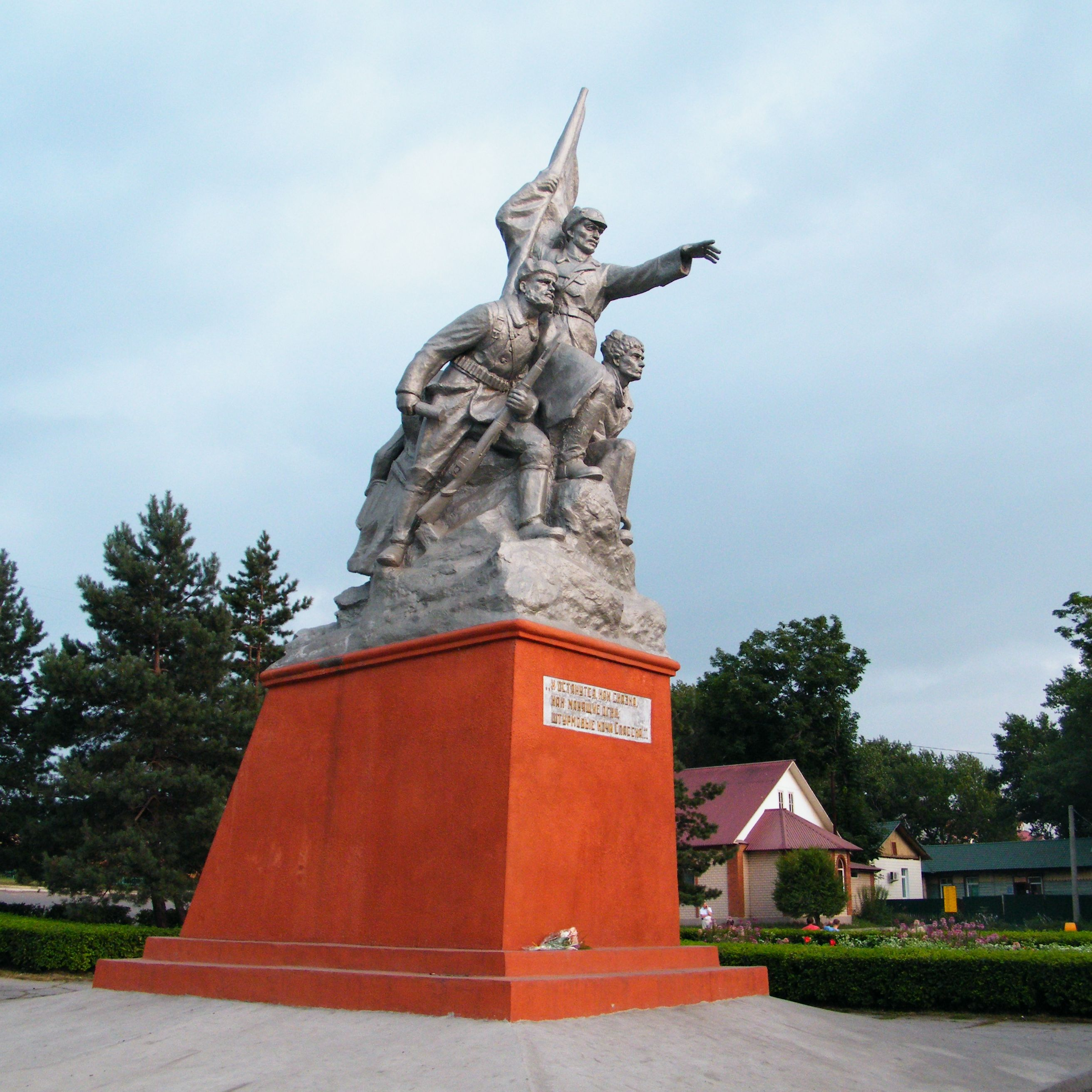
Monumento aos soldados do Exército Vermelho em Spassk-Dalny

Partisanen vom Amur, em espanhol "Por montañas y praderas", em russo "По долинам и по взгорьям", também conhecido como Partisan's Song, é um hino partidista. Foi usado pelo Exército Vermelho durante a Guerra Civil Russa e posteriormente por partisanos iugoslavos e soviéticos durante a Segunda Guerra Mundial.